# Jacquemontia peruviana
Jacquemontia peruviana är en vindeväxtart som beskrevs av Helzoig. Jacquemontia peruviana ingår i släktet Jacquemontia och familjen vindeväxter. Inga underarter finns listade i Catalogue of Life.